# ایستگاه توکیو اسکای‌تری
ایستگاه توکیو اسکای‌تری (به ژاپنی: とうきょうスカイツリー駅 Tōkyō Sukaitsurī-eki) یک ایستگاه قطار وابسته به خط توبو اسکای‌تری است که در سومیدا-کو، توکیو در توکیو قرار دارد.